# Криничное (Одесская область)
Криничное (укр. Криничне) — село Болградского района Одесской области Украины.
В Криничанский сельский совет входит также село Коса.

## География
Село занимает площадь 5,02 км². Расположено на берегу пресноводного озера Ялпуг. Река Карасулак делит село на две части.
Село находится на трассе Измаил — Болград, в 16 километрах на юг от районного центра — Болграда, в 24 километрах к югу от железнодорожной станции Болград, в 26 километрах к северу от Измаила и в 253 километрах к юго-западу от областного центра — Одессы.

## История

### Хронология[1]
- 1809 — 1812 года — Османская империя (с 1807 года российская армия фактически контролировала Бессарабию).
- 1812 — 1856 года — колония (с 1819 года) Чешме Варуит, Измаильский округ (уезд), Бессарабская область, Российская империя.
- 1856 — 1878 года — Çeşmeauă-Varuita, Измаильский цинут, Соединённые княжества Молдавии и Валахии.
- 1878 — 1918 года — колония Чишма-Варуит, коммуна Чишма-Варуит, Измаильский уезд, Бессарабская губерниия, Российская империя[2].
- 1918 — 1940 года — Çeşmeauă-Varuita, Измаильский цинут, Королевство Румыния.
- 1940 — 1941 года — село Чешма-Варуита, Болградский район, Аккерманская (Измаильская) область, СССР.
- 1941 — 1944 года — Çeşmeauă-Varuita, Измаильский цинут, Королевство Румыния.
- 1944 — 1945 года — село Чишма-Варуита, Болградский район, Измаильская область, СССР.
- 1945 — 1991 года — село Криничное, Болградский район, Измаильская (с 1956 года — Одесская) область, СССР[3].
- С 1991 года — село Криничное, Болградский район, Одесская область, Украина.

### История села
В ходе археологических раскопок вблизи села были обнаружены поселения, датированные I веком и славянское поселение IX — XI веков.
До XIX века на этом месте существовало татаро-тюркское поселение.
По итогам Бухарестского мирного договора, подписанного 28 мая 1812 года между Российской и Османской империями, был положен конец русско-турецкой войне 1806—1812 годов. В результате Россия получила восточную территорию Молдавии между Прутом и Днестром. Начиная с 1812 года, семьи переселенцев с юга Придунавья селятся на юге Бессарабии.
Село Чешме Варуит основали в 1813 году 153 семьи болгарских колонистов, мигрировавших из северо-восточной Болгарии — села Кёпеклий (Градинарово) Варненской области и города Смядово Шуменской области. Всего переселилось 1119 человек. Название села происходит от болгарских слов «вар» — известь, «чешма» — родник. Современное название Криничное - от украинского слова «криниця» — колодец.
В июле 1831 года была освящена каменная церковь Святого Георгия с деревянной колокольней, приписанная к Кишиневской духовной консистории. В июне 1903 года церковь была закрыта на ремонт, открыта 1 ноября.
В 1862 году переселенцы из Чешма-Варуиты основали в Приазовье сёла Богдановка и Степановка Вторая, входящие сейчас в Мелитопольский район, Запорожской области.
В 1880 году на территории Чешма-Варуиты была открыта первая школа. Отдельно мужская и женская, располагавшиеся в частных домах. В каждой было по одному классу.
В 1924 году жители села учувствовали в Татарбунарском восстании.
В 1933—1937 годах была возведена Свято-Дмитриевская церковь.
В селе в начале Великой Отечественной войны против нацистских оккупантов действовала подпольная группа. В конце 1941 года её членов арестовали и отправили в концлагерь.
В 1945 году Указом Президиума Верховного Совета УССР село было переименовано в Криничное.
После ВОВ было построено 500 жилых домов.
В 1969 году в селе существовал колхоз «Правда» мясо-молочного направления, имевший 8814 гектаров земли, также занимавшийся виноградарством, садоводством, огородничеством, свиноводством и выращиванием зерновых. В селе располагались — средняя и музыкальная школы, клуб, 3 библиотеки, больница, стадион, мельница, винодельня, швейная, столярная и 4 ремонтных мастерских. Выходила газета «Новости села».
28 сентября 2013 года к 200-летию села открыли три мемориальные доски уроженцам села: Димитру и Георгию Агурам и Меркурию Костеву.

## Население
| 1969 | 1989 | 2001 |
| ---- | ---- | ---- |
| 5391 | 4607 | 4348 |

| Родной язык      | Криничанский с/с | с. Криничное |
| ---------------- | ---------------- | ------------ |
| болгарский       | 88,41 %          | 93,28 %      |
| русский          | 8 %              | 3,29 %       |
| украинский       | 1,63 %           | 1,59 %       |
| молдавский       | 0,78 %           | 0,69 %       |
| цыганский        | 0,39 %           | 0 %          |
| гагаузский       | 0,33 %           | 0,3 %        |
| белорусский      | 0,07 %           | 0,02 %       |
| армянский        | 0,04 %           | 0,02 %       |
| немецкий         | 0,04 %           | 0,05 %       |
| крымскотатарский | 0,02 %           | 0,02 %       |

## Экономическая и социальная сферы
- Детский сад
- Школа I—III ступени
- Амбулатория
- Дом культуры
- Библиотека
- Артезианский бювет
- Винодельня «Колонист».

С момента основания села местные жители занимались земледелием, рыболовством, разведением шелкопрядов, виноградарством.
Основное занятие жителей села сейчас — сельское хозяйство. На 6000 гектарах пахотных земель и около 1000 гектаров садов и виноградников выращивают зерновые, горох, томаты, лук-севок и виноград. С 1968 года село специализируется на производстве говядины, также здесь упаковывают банки с горохом и томатами.
Архитектурная особенность сельских домов — длинные, с обязательным отдельным летним флигелем, хозяйственными постройками, высокими заборами.
Село газифицировано, все улицы освещены и имеют асфальтовое покрытие.

## Достопримечательности
Основной достопримечательностью села является Свято-Дмитриевская церковь, возведённая в 1933—1937 годах и разрушенная летом 1986 года. Были повреждены колокольня, верхние ярусы и световой барабан. Восстанавливалась в 1997—2008 годах. Освящение храма состоялось в 2012 году.

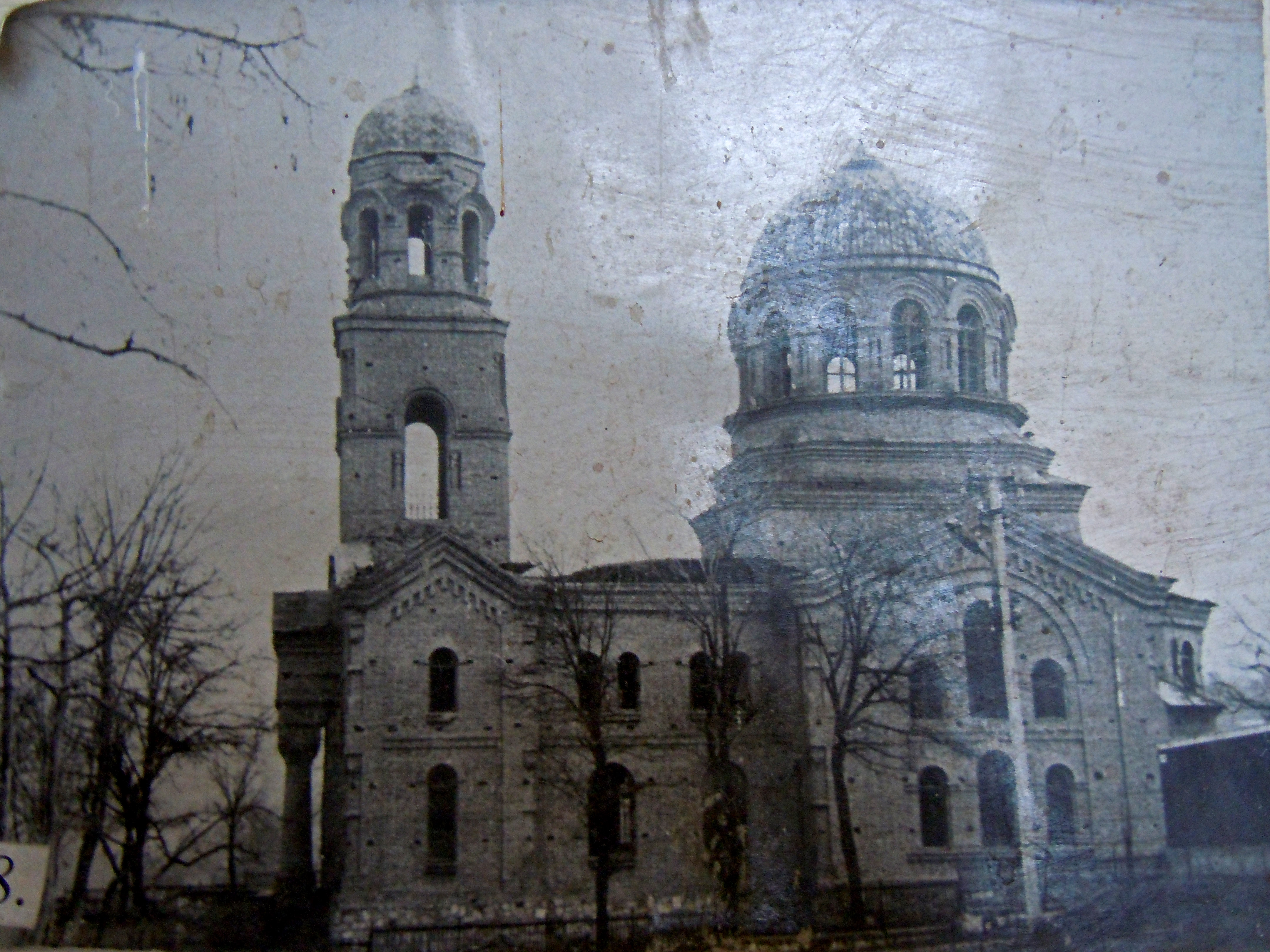
Архивный снимок
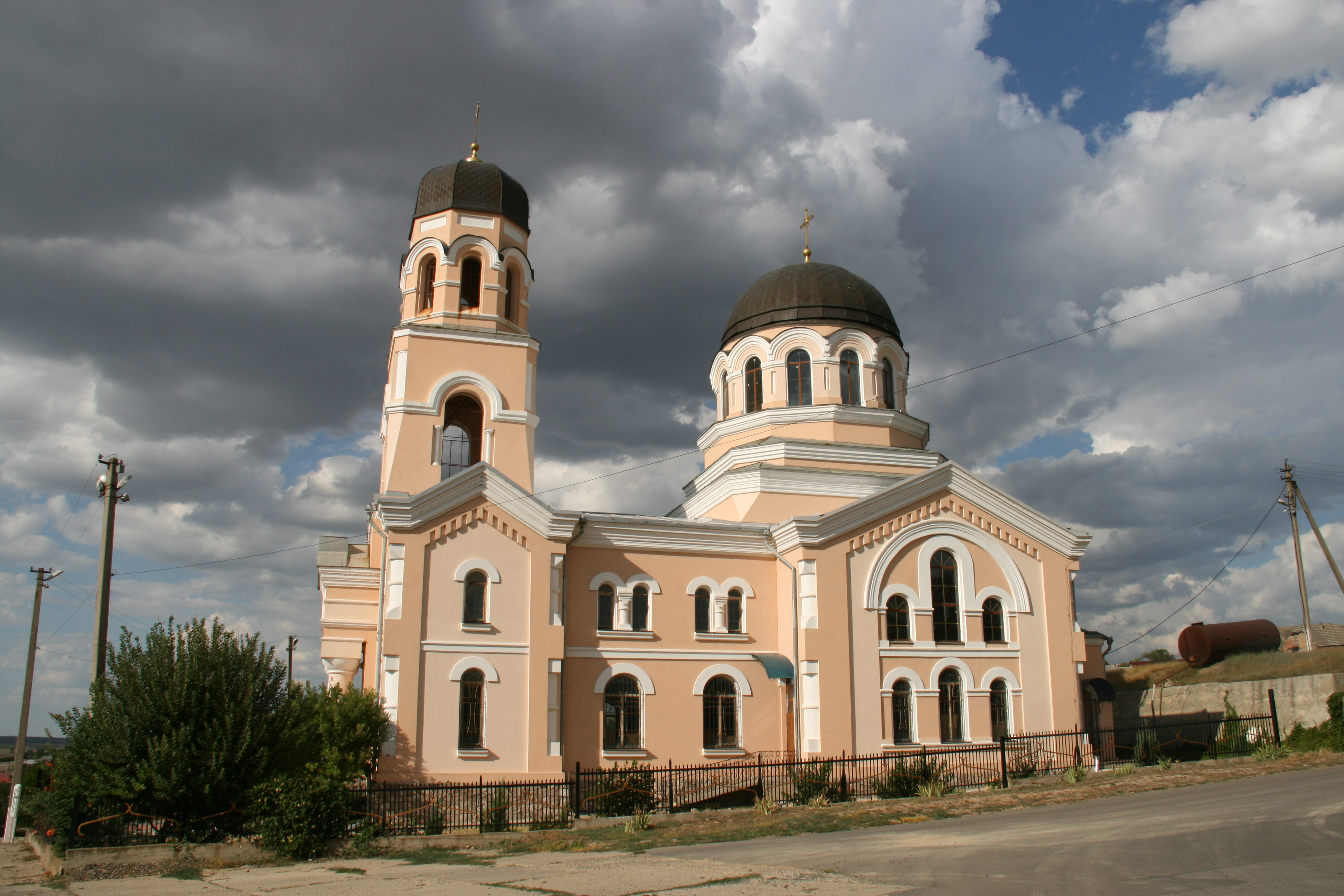
Современный вид

## Культура

### Музыка
«Чушмелийски звънчета» и «Искрица» — инструментальный и вокальный ансамбли под руководством Иванны Демировой.
«Криничанка» — народный фольклорный ансамбль под руководством Ольги Николаевой и Дмитрия Русанжика.
«Чешме вара» — семейный хор Свято-Дмитриевской церкви.
Мария Златна (настоящее имя — Мария Чанева) начала вокальную карьеру с выступлений на концертах Криничанской общеобразовательной школы.

### Музей
Для сохранения истории села и сведений о жителях Криничного, принято решение о создании сельского историко-этнографического музея. Первое заседание состоялось под председательством сельского головы Степана Великова в мае 2019 года. В июле местные жители начали производство чамура (лампача) для фундамента и стен.

### Кинематограф
«Место силы» - документальный фильм «Место силы», вышедший 9 декабря 2018 года. Посвящён истории Криничного и его жителям. Режиссёр Татьяна Станева родилась и проживает в Криничном. Спонсор и партнер — общественная организация «Центр развития Бессарабии», основатель которой Виктор Куртев так же криничанец.